# Jeremy Bernstein
Jeremy Bernstein (Rochester, 31 de diciembre de 1929-20 de abril de 2025) es un físico teórico y escritor de divulgación científica estadounidense.

## Biografía
Sus padres, Philip S. Bernstein, un rabino reformista, y Sophie Rubin Bernstein lo nombraron en honor al profeta Jeremías, el tema de la tesis de maestría de su padre. Los padres de Felipe eran inmigrantes de Lituania, mientras que Sofía era de ascendencia judía rusa. La familia se mudó de Rochester a Nueva York durante la Segunda Guerra Mundial, cuando su padre se convirtió en jefe de todos los capellanes judíos de las fuerzas armadas.
Estudió en la Universidad de Harvard, donde obtuvo su licenciatura en 1951, su maestría en 1953 y su doctorado en 1955, sobre las propiedades electromagnéticas del deuterio, bajo la dirección de Julian Schwinger. Como físico teórico, trabajó en física de partículas elementales y cosmología. Pasó un verano en Los Álamos y consiguió un puesto en el Instituto de Estudios Avanzados. En 1962 se convirtió en miembro del cuerpo docente de la Universidad de Nueva York, pasando a ser profesor de Física en el Stevens Institute of Technology en 1967, cargo que continúa ocupando como profesor emérito. Ha ocupado puestos adjuntos o visitantes en el Laboratorio Nacional Brookhaven, el  CERN, Oxford, la Universidad de Islamabad y la École polytechnique.
Participó en el Proyecto Orión, investigando el potencial de la propulsión por impulsos nucleares para su uso en viajes espaciales.
Ha realizado escritos de divulgación científica y ha sido perfilador de científicos. Fue redactor de The New Yorker de 1961 a 1995, y fue autor de decenas de artículos. También ha escrito regularmente para The Atlantic Monthly, New York Review of Books y Scientific American, entre otros. Los perfiles biográficos de Bernstein, incluidos Kepler, Robert Oppenheimer, Hans Bethe, Albert Einstein, John S. Bell, I. I. Rabi, Rosalind Franklin y otros, pueden aprovechar las experiencias de conocidos personales. La última publicación de Bernstein fue en 2018 con Un ramo de Dyson: y otras reflexiones sobre la ciencia y los científicos.